# Samer el Nahal
Samer el Nahal (fin. Samer el Nahhal) je basista finske hard rok grupe Lordi. Njegovo umetničko ime u bendu je „OX“. Rođen je 11 jula, 1975. godine u finskom gradu Espo. Veruje se da njegovo umetničko ime potiče od umetničkog imena basiste čuvene rok grupe The Who. Oks svira Ibanez BTB bas gitaru. Njegov otac je poreklom iz egipta a majka iz finske. Lordima se pridružuje 2005. godine i zamenjuje dotadašnjeg basistu Kalmu. Kada je imao 13 godina njegov otac je preminuo, i on se zajedno sa majkom vratio u finsku. Tada je poželeo da postane muzičar i odabrao je da svira bas gitaru.

## Lik Oksa
Oks je polu-čovek, polu-bik, poznatiji kao Minotaur, stvorenje koje je bilo retko još u antičkoj grčkoj. 1000 godina pre nove ere Oks je bio odani sluga Magusa Androlusa na jednom malom grčkom ostrvu. Putnik kroz vreme, Kalmaged, ukrao je 10. knjigu Oktavijusa, knjigu koja je pripadala Androlusu i koja je u sebi sadržala formule za bacanje mračnih čini. Kalmaged je zatim prisilio jednog čoveka da ubije Androlusa i Oksa.
Međutim, ubrzo nakon toga Kalmaged je probudio ubijenog Oksa i uzeo ga za svog slugu. U svojoj tvrđavi u međudimenzionalnom prostoru Kalmaged je držao Oksa zarobljenog. Međutim, Oks saznaje da je Kalmaged ubio njegovog gospodara Androlusa i odmah ga ubija. Kada je Mr. Lordi krenuo u potragu za Kalmagedom, formirao je bratsku alijansu. Kalma, još jedan član tog bratstva napustio ga je zajedno sa Mr.Lordijem, ostavljajući Oksa da predvodi bratstvo. Nekoliko godina kasnije Kalma se vratio da preuzme komandu nad brastvom dok je Oks otišao u Lorde i zamenio njegovo mesto. 
Oks je takođe poznat i kao „The Hellbull“, „The Hornhead“, „The Hornskull“, „The Bulltaurus“, „The Smashsquatch“, „The Giant Powerhouse On Hoofs“ i „Operation 10“.

## Diskografija

#### Albumi
- The Arockalypse (2006)
- Deadache (2008)
- Babez For Breakfast (2010)
- To Beast Or Not To Beast (2013)
- Scare Force One (2014)

#### Singlovi
- Hard Rock Hallelujah (2006)
- Who's Your Daddy (2006)
- Would You Love A Monsterman (2006) (2006)
- It Snows In Hell (2006)
- They Only Come Out At Night (2007)
- Beast Loose In Paradise (2008)
- Bite It Like A Bulldog (2008)
- Deadache (2008)
- This Is Heavy Metal (2010)
- Rock Police (2010)
- The Riff (2013)
- Nailed By The Hammer Of Frankenstein (2014)
- Scare Force One (2014)